# Bijelo Brdo (Erdut)
Pour les articles homonymes, voir Bijelo Brdo.
Bijelo Brdo (serbe : Бијело Брдо) est un village de Croatie, situé à 15 km à l'est d'Osijek dans la région historique de Slavonie non loin de la frontière avec la Serbie.
Il est rattaché au comitat de Osijek-Baranja.
Le village est habité par des Serbes et comptait 2 119 habitants au recensement de 2001.